# Великое Болото (Полтавская область)
Великое Болото (укр. Велике Болото) — село,
Малоперещепинский сельский совет,
Новосанжарский район,
Полтавская область,
Украина.
Код КОАТУУ — 5323483402. Население по переписи 2001 года составляло 210 человек.

## Географическое положение
Село Великое Болото находится на краю крупного одноимённого болота, вдоль которого село вытянуто на 6 км,
примыкает к селу Малая Перещепина.